# 国分にんじん
国分にんじん（こくぶにんじん）は、ニンジンの一種。国分鮮紅大長（こくぶせんこうおおなが）という品種のうち、群馬県群馬郡群馬町国分地区（現・高崎市）で栽培されるもの。伝統野菜として知られる。

## 沿革
群馬郡には榛名山の火山灰に由来する肥沃な土壌が分布するが、水利に恵まれず、また火山灰土は桑に適することから、江戸中期頃より桑畑として開発されてきた。
国府村（1955年、群馬町に合併）でもともと栽培されていた人参は在来種の滝の川人参または東京人参である。1922年の統計で、群馬郡のニンジンの作付面積は51町7反（5127アール）、収穫量11万8953貫（446トン）、価額3万0246円。
大正中期、西国分地区の人が長野方面の行商人よりフランス生まれの西洋系長人参・仏国大長人参の種子をたまたま入手したのが国分にんじんの始まりである。これを栽培してみたところ、当時としては色つやも良好、収量も多かった。そこで西国分地区の飯塚鉄太郎、森山淳一、飯塚蔵之介は相談の結果、
郡農会や県農業試験場の指導の下、品種改良に着手した。
1925年、3畝歩（約298平米）の畑より採種して品評会・展覧会などに出品、県内関係者に試作してもらったところ、国分にんじんの名声は1年にして県下に知れ渡った。
1926年、栽培面積は5畝歩（約496平米）に増加していた。それが前橋市栄町（現・城東町）の種苗商・金子才十郎の目に留まる。金子は、この年の種子を全国の同業者に宣伝した。その結果、国分にんじんは1年にして全国に知れ渡った。
1927年、同志11人により組合が組織され、本格的な採種が始まる。1928年から1929年頃、西国分地区に複数の組合が成立、『国府村誌』はこの時をもって国分にんじんとしての本格的なスタートとする。
1934年、陸軍特別大演習が群馬県で行われたが、その際国分にんじんが皇室に献上されている。生産者は次の通り。国府村農会がにんじん10本を天覧に供したと『昭和九年十一月陸軍特別大演習竝地方行幸群馬縣記録』にあるが、献上の有無については同書で確認できない。
御料人参　西国分　森山淳一、飯塚勝五郎
献上人参　冷水　　佐鳥伊勢二、依田又市
天覧人参　西国分　内山米造、蜂須賀悦次
戦中・戦後の食糧事情の悪化に伴い、麦・陸稲の生産が増加する。また、野菜類の高騰から秋野菜の栽培も盛んになった。1955年発行の『躍進群馬縣誌』は、「群馬町国分地区の人参、ネギ、白菜が特に優れた成績を収めた」と特筆する。1950年代後半には国内流通の8割を占めたとされ、この頃が生産のピークである。1956年5月3日、鳩山一郎首相は飯塚鉄太郎に黄綬褒章を授与した。
その後、食生活が欧米化し、生活様式が変化する中、冷蔵庫に入りにくい国分にんじんは市場に敬遠されて減っていく。生産者の中には、（昔のように）桑に転作する者もいた。一時は幻の人参と呼ばれたが、近年、国府地区の農事組合法人「国府野菜本舗」が中心となり復活に取り組む。県中央青果市場の野菜ソムリエから「こんなにおいしいにんじんを絶やさないでほしい」と言われて一念発起した。2010年は24アールの畑で栽培している。
国分地域以外にも広まっており、山梨県西八代郡市川三郷町の大塚地区では本種を基にした大塚にんじんが栽培されている。

## 特徴
根長は60-80cm、葉を含めると1メートル以上にもなる長大なにんじん。
色が鮮やかで甘みや香りが強く、料理するとさらに旨味が増す。煮くずれしにくいという特徴があり、スティックやきんぴら、煮物、松前漬けなどに適する。